# بين ديفيز (لاعب دارت)
بين ديفيز (بالإنجليزية: Ben Davies)‏ هو لاعب دارت بريطاني، ولد في 27 مايو 1980 في كرو (تشيشير) في المملكة المتحدة.

## وصلات خارجية
- بين ديفيز على موقع DartsDatabase.co.uk (الإنجليزية)